# Ducado de Módena e Régio
O Ducado de Módena e Régio (em italiano: Ducato di Modena e Reggio; em latim: Ducatus Mutinae et Regii), também conhecido apenas como Ducado de Módena, foi um Estado italiano que existiu de 1452 a 1859 (salvo um intervalo entre 1798 e 1814), cujo núcleo se situava no que são hoje aproximadamente as modernas províncias de Módena e Régio da Emília, na atual região da Emília-Romanha. O ducado teve origem com a família Este, originária de Ferrara, onde teve a capital até 1598, quando o Ducado de Ferrara, núcleo original e mais importante dos "Estados Estenses", foi confiscado pelo Papa Clemente VIII.

## Origem
Em 1288, a comuna livre de Módena, devido às lutas internas entre as famílias nobres locais, renunciou à liberdade comunal em favor de Obizzo II d'Este, marquês de Ferrara. Um ano depois também  Régio ofereceu-se a Obizzo II que tornou-se assim senhor dessas duas províncias como vassalo do Sacro Império Romano-Germânico, enquanto Ferrara era feudo do Papa.
Em 1452, Borso d'Este (1413-1471) recebeu do sacro-imperador Frederico III o título de Duque de Módena e Régio e em 1471 do papa Paulo II o título de Duque de Ferrara.
Em 1597, após a morte sem filhos do Duque Alfonso II, o Papa Clemente VIII recusou-se a reconhecer como legítimo o herdeiro designado pelo falecido Duque, o Marquês de Montecchio César d'Este. Este último certamente descendia do duque Alfonso I através de seu pai, também chamado Alfonso, mas este era apenas filho natural do anterior, embora posteriormente legitimado. O papa, portanto, declarou vago o feudo de Ferrara e ordenou o seu confisco pela Câmara Apostólica, o que realmente ocorreu em 1598.
O Imperador Rodolfo II de Habsburgo, pelo contrário, reconheceu a legitimação do pai de César e concedeu a este último a investidura de Módena e Régio, que constituíram, portanto, a partir de então, os novos centros dos estados de Este, privados agora do Ducado de Ferrara.

## A invasão por Napoleão
Em 1796, o ducado foi ocupado pelas tropas revolucionárias francesas de Napoleão Bonaparte e tornou-se parte da República Cispadana. Com o Congresso de Viena, o ducado passou a Francisco IV de Áustria-Este (filho de Maria Beatriz d'Este última descendente direta da linhagem histórica), que em 1829, com a morte de sua mãe, herdou também o território do Ducado de Massa e Carrara, obtendo assim uma saída para o mar Lígure. 
Neste período, o ducado compreendia oficialmente as seguintes províncias: 
- Módena
- Régio
- Mirandola
- Frignano
- Garfagnana
- Lunigiana
- Massa
- Carrara

Na aplicação pacífica e negociada da acta final do Congresso de Viena, do tratado colateral de Paris de 1817 e do tratado secreto de Florença de 1844, em 1847 o ducado realizou os seguintes alargamentos territoriais em troca de compensações muito limitadas: o antigo ducado de Guastalla e os territórios da margem direita do riacho Enza, anteriormente  possessões do Ducado de Parma e Placência, foram anexados, bem como outros territórios toscanos pertencentes ao dissolvido Ducado de Luca e ao Grão-Ducado da Toscana: o Ducado de Módena e Régio chegou assim à sua máxima extensão territorial.

## O fim do ducado
Em 1859, o ducado, juntamente com o Ducado de Parma e Placência e com a Toscana, tornou-se  parte das Províncias Unidas da Itália Central, anexadas pelo Reino da Sardenha.